# Antonio Manca (giornalista)
Antonio Manca (Monteroni di Lecce, 25 agosto 1943 – Ferrara, 27 dicembre 1997) è stato un giornalista, scrittore, dirigente pubblico, e revisore legale italiano.
È stato presidente dell'Unione circoli cinematografici ARCI dal 1973 al 1981, presidente di Cinecittà dal 1982 al 1985, direttore generale dell'Istituto Luce dal 1985 al 1990 e direttore generale dell'Ente Autonomo Gestione Cinema dal 1990 al 1994.
È stato tesserato del Partito Socialista Italiano nel comitato regionale Lazio, nella sezione "Cultura e Comunicazione".

## Biografia
Nasce a Monteroni, un comune italiano della provincia di Lecce, nel capoluogo salentino compie gli studi di maturità scientifica ed inizia la sua militanza nel Partito Socialista Italiano. 
Si trasferisce a Roma nel 1962 dove compie gli studi universitari. Nella capitale, inserito nell' "Ordine interregionale del Lazio, Abruzzo e Molise", inizia la sua carriera giornalistica pubblicando articoli su diversi giornali e riviste, ricoprendo spesso ruoli dirigenziali. È presidente della cooperativa "Nuova Comunicazione" per la distribuzione cinematografica dalla fondazione nel 1973. 
In concomitanza alla carriera giornalistica, ricopre il ruolo di presidente dell'Unione circoli cinematografici ARCI (UCCA) dal 1973 fino al 1981. Durante questo incarico ricopre fino al 1978 la carica di membro della "Segreteria Nazionale" ed è responsabile del dipartimento delle comunicazioni di massa, tra cui, cinema, teatro, musica, RAI-TV, grafica, arti visive, editoria e informazione. Segue così i primi passi della nascente compagnia teatrale di Dario Fo e Franca Rame, dando vita ad una collaborazione tra i due artisti e l'associazione che organizzerà i primi spettacoli teatrali della coppia, tra i quali Mistero Buffo.
Nel corso di questi anni, l'ARCI è impegnata in grandi campagne di impegno civile e di solidarietà, come la battaglia a favore della legge sul divorzio e quella contro il golpe in Cile, di cui si fa personalmente carico per l'aiuto e l'accoglienza del gruppo musicale cileno, Inti-Illimani, costretti all'esilio sotto il regime di Augusto Pinochet, procurando loro una sede a Roma nella quale soggiornare. 

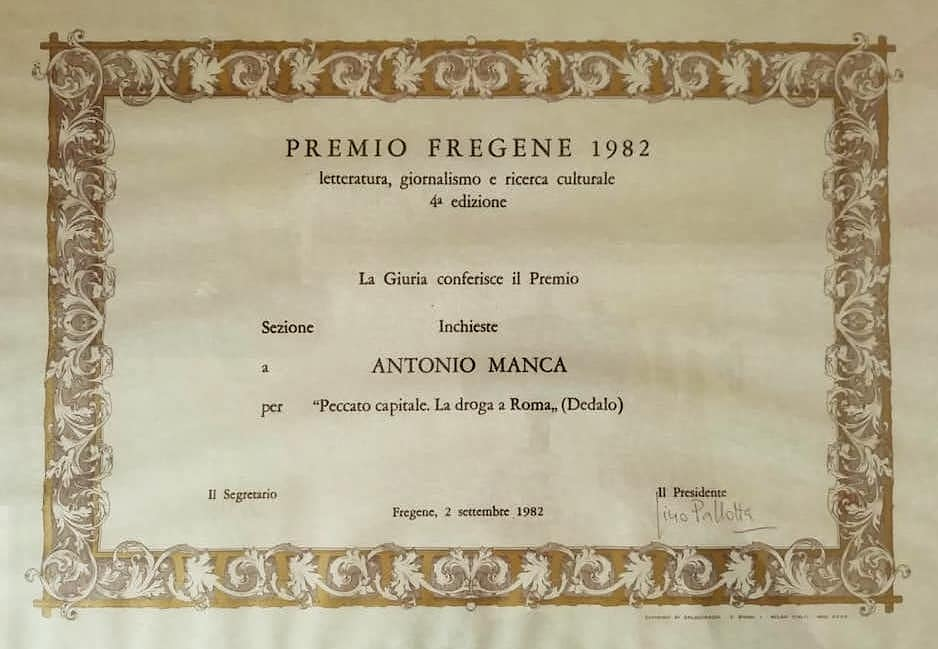
Attestato del Premio Fregene Inchieste, 1982

Durante la sua presidenza, l'ARCI, a sue spese, ristampa in pellicola 16 mm, il primo film di Nanni Moretti, Io sono un autarchico, che venne così distribuito anche sul territorio nazionale, per cineclub e cinema d'essai.
È membro del gruppo permanente di lavoro per i convegni della Biennale di Venezia nei bienni 1974/75 e 1976/77 e membro della commissione centrale per la cinematografia in rappresentanza delle associazioni di cultura cinematografica nei bienni 1975/77 e 1980/81. Diviene presidente del "Comitato Regionale del Lazio" per i "Servizi Radio-televisivi" nel triennio 1976/78.
Nel 1980 è membro del direttivo nazionale dell'associazione cooperative culturali e partecipa come comparsa insieme alla moglie Alessandra, nel ruolo di giornalista, nel film Panagulis vive, di Giuseppe Ferrara.
L'anno successivo pubblica, come autore, il libro Governare Roma. Dalla parte dei Socialisti.
In questi anni scrive per testate giornalistiche come, L'Avanti! e Paese sera, occupandosi principalmente di politica e cinema.
Contemporaneamente lavora come vice capo Ufficio stampa, del Comune di Roma, nella segreteria del vice sindaco Pierluigi Severi e, successivamente diventa direttore responsabile della rivista Ricerca e Informazione, organo dell'Ufficio Studi e Programmazione Economica. 
In questo periodo dà vita, insieme a Carlo Raspollini, alla trasmissione radiofonica Civiltà dello Spettacolo in onda su Rai Radio 1, nella veste di autore, speaker e giornalista, collaborando con i giornali Quotidiano e Paese sera con interviste a personaggi della cultura e dello spettacolo come, Ennio Morricone, Elio Petri, Giorgio Strehler, Italo Zingarelli e Carlo Lizzani.
Nel 1982 pubblica come autore, insieme a Eugenio Santoro, Anna Maria Mammoliti, Carlo Patrizi e Giovanni Bandiera con prefazione di Pierluigi Severi, il libro Peccato Capitale. La droga a Roma, vincendo il Premio Fregene nella sezione "inchieste".
A seguito di un intervento tenutosi durante un convegno della Mostra internazionale d'arte cinematografica di Venezia, nel gennaio del 1982 viene designato, dal ministro in carica del Ministero del turismo e dello spettacolo, come presidente di Cinecittà Studios, ruolo che ricopre con passione fino al 1985. Contemporaneamente a questo incarico, viene eletto amministratore unico della società, dal 12 gennaio 1982 al 21 febbraio 1983 e presidente supplente della commissione per i premi di qualità ai cortometraggi, esercizio finanziario 1981.
Nel 1984 giunse a scadenza il vincolo di esproprio sui 60 ettari di Cinecittà; il valore dell'area passò così da zero a 100 miliardi di lire: su decisione di Manca ne furono subito venduti 20 ettari, sui quali fu edificato il primo centro commerciale della Capitale, "Cinecittà 2". Con i circa 30 miliardi di lire incassati si colmò il deficit pregresso nei primi anni '80 e si ottennero gli stipendi per pagare le maestranze che rischiavano il licenziamento e alcuni anni di autonomia finanziaria, che si concretizzò in un temporaneo aumento dei film realizzati (una media annua di 25 sino alla fine del decennio), e nel ritorno di alcune grandi produzioni, come L'ultimo imperatore di Bernardo Bertolucci e C'era una volta in America di Sergio Leone e Ladyhawke di Richard Donner.
Inoltre, promosse con l'Anipa una collaborazione per l'istituzione del "Festival pubblicitario italiano", partecipando, nello stesso anno, al comitato esecutivo del Premio Ischia per autori cinematografici italiani 1984. 
Il 15 ottobre 1985 rassegna le dimissioni da presidente di Cinecittà e diventa direttore generale dell'Istituto Luce, sostituendo Stefano Rolando, impegnandosi a riportare il bilancio dell'istituto al pari. 
Durante gli anni della sua direzione, vengono distribuiti numerosi film di successo, come Cronaca di una morte annunciata, di Francesco Rosi, Good Morning Babilonia, dei fratelli Taviani, 
Sacrificio di Andrej Tarkovskij, Ginger e Fred di Federico Fellini.
Manca dichiarerà, che a partire dal 1987, l'azienda non seguirà più solo le distribuzioni dei film, ma entrerà anche nel processo di produzione, in quegli anni vengono infatti prodotti e distribuiti film come Lunga vita alla signora! di Ermanno Olmi e Francesco di Liliana Cavani.
L'Istituto Luce chiude il bilancio del 1987 con un attivo di novanta milioni, cosa mai capitata prima. Solo nell'anno precedente l’azienda co-produsse e distribuì 16 film. Risultati positivi per l'Istituto Luce arrivano anche nel campo della produzione home-video caratterizzata da una collana di più di 40 documentari dedicati alla storia della scienza, dell'arte e del cinema italiano, coinvolgendo nel progetto professionisti del settore come Umberto Eco, Nicola Cabibbo, Francesco Melchiorri, Maria Amata Garito e lo stesso Manca. "Possiamo ben dire - ha confermato Manca - "di essere gli unici produttori italiani di home-video, stiamo creando prodotti su cassetta che andranno nelle scuole, nelle case, nei centri culturali". 
Nel 1989, incontra a Cinecittà il regista americano Robert Altman per la produzione e la distribuzione del film Rossini! Rossini!, andato poi a Mario Monicelli e uscito nelle sale nel 1991. Nello stesso anno presenta la prima enciclopedia-video, "Tempo di Guerra" co-prodotta con l’Armando Curcio Editore. In un periodo in cui la grande offerta televisiva italiana deve fare i conti con uno spettatore esigente e distratto che può facilmente cambiar canale, l'enciclopedia visiva si rivolge ad uno spettatore attento e critico, che il telecomando lo usa per leggere e rileggere i capitoli della videocassetta. "Tempo di Guerra" è una storia per immagini (in dodici videovolumi) sulla seconda guerra mondiale, curata dallo scrittore Arrigo Petacco e dal regista Pasquito del Bosco. Il suo ultimo importante progetto all'interno dell'Istituto Luce è la progettazione del film documentario 12 registi per 12 città del 1989, realizzato per l'occasione del Campionato mondiale di calcio 1990 svolto in Italia. 
Nel settembre del 1990 esce la prima edizione di "Ipotesi per un Catalogo", da lui ideato, con lo scopo di ripercorrere, attraverso fotografie di archivio, la storia passata e presente dell'Istituto Luce.
Dal 1990 al 1994 ricopre il ruolo di direttore generale dell'Ente Autonomo Gestione Cinema.
Nel 1993, con la morte di Federico Fellini, suo amico e artista stimato, fece allestire la camera ardente nello storico Teatro 5 di Cinecittà, spesso utilizzato dal maestro come set cinematografico. Nello stesso anno è membro dell'organismo di diritto pubblico "Ente Autonomo di Gestione per il Cinema (EACG)". Negli anni Novanta partecipa per l'ingresso delle nuove tecnologie digitali; tali innovazioni vennero rese possibili da una quarta e più radicale ristrutturazione, che quadruplicò la cubatura degli edifici e fece passare i teatri di posa da 12 a 22. Nel corso del decennio la crisi fu superata. L'estensione e la modernizzazione degli impianti permisero anche il ritorno dei film statunitensi, per la prima volta dopo vent'anni: dal 1989 ne sono stati girati 12, tra cui alcuni kolossal, come Le avventure del barone di Munchausen di Terry Gilliam, Il padrino ‒ Parte III di Francis Ford Coppola, e Cliffhanger - L'ultima sfida di Renny Harlin,
Nel 1996 si trasferisce con la famiglia in Umbria, nel comune di Avigliano Umbro in provincia di Terni, dove collabora, a partire dal 1 ottobre, grazie all'esperienza maturata nell'attività pubblicistica e manageriale, con la società "Costruttori Romani Riuniti Grandi Opere S.p.A.", nell'ambito delle innovazioni e delle strategie aziendali. Parallelamente a questa attività, viene incaricato dal presidente Mogol per lavorare come consulente per il suo "Centro Europeo di Toscolano (C.E.T.)". Durante questo periodo continua ad occuparsi della riqualifica e del rilancio pubblicitario della Foresta fossile di Dunarobba, attività già iniziata nel 1987 iscrivendosi all' "Associazione Amici della Foresta", partecipando come autore del testo nel documentario dell'Istituto Luce, dedicato proprio al sito paleontologico.
A partire dal 1 marzo 1997, collabora con il "Centro Multimediale di Terni S.P.A.".
Muore nell'Arcispedale Sant'Anna di Ferrara il 27 dicembre del 1997 a soli 54 anni.

## Giornali e riviste
- Scrive sulla rivista Programma nel 1971.
- Nel 1973 entra a far parte della rivista dell'ARCI-UISP, Dimensione A, collaborando alla progettazione e all'organizzazione redazionale fino a diventarne direttore, a partire dal 1979.
- Scrive per il quotidiano del Partito Socialista Italiano, L'Avanti! dal 1974 al 1978.
- Scrive nella rivista A Domenica nel 1978.
- Scrive per il mensile Radio Tv e Società dal 1978 al 1979.
- E' redattore capo del mensile Le Ore Libere nel 1979.
- E' stato tra i promotori del mensile, Nuovo Programma, diventandone direttore capo nel 1979.
- Collabora regolarmente al mensile Laboratorio Musica nel 1979.
- Entra a far parte della rivista Ikon nel 1979.
- Collabora regolarmente alla rivista mensile Incontro, a partire dal 1979.
- Collabora alla rivista Città & Regione nel 1979.
- Scrive per il giornale Paese sera nel 1980.
- Scrive per il giornale Quotidiano dei Lettori nel 1980.
- Dal 1980 al 1981 collabora in veste di intervistatore, in collaborazione con la trasmissione radiofonica Civiltà dello Spettacolo, al giornale Quotidiano. Nel corso dell'anno intervista personalità della cultura e dello spettacolo come, Ennio Morricone, Elio Petri,  Giorgio Strehler e Italo Zingarelli.
- Entra a far parte della rivista Iniziativa & Progetto come redattore capo nel 1981.
- E' direttore responsabile della rivista Ricerca e Informatica nel 1983.
- Nel 1982 partecipa alla rivista Ricerca e Informazione nel settore del coordinamento editoriale per l'ufficio stampa, diventando direttore responsabile nel 1984.

## Radio
È stato autore e speaker, insieme a Carlo Raspollini del programma radiofonico romano Civiltà dello Spettacolo in onda su Rai Radio 1 e delle trasmissioni Retro Scena e Al rogo, al rogo! del 1981.

## Libri
- Governare Roma. Dalla parte dei socialisti, con contributi di Pierluigi Severi, Alberto Benzoni e Vincenzo Pietrini, Roma, Edimez, (1981)
- Peccato capitale. La droga a Roma, con Anna Maria Mammoliti, Eugenio Santoro, Carlo Patrizi, Giovanni Bandiera e prefazione di Pierluigi Severi Bari, Edizioni Dedalo, (1982), ISBN 9788822037497.

## Premi
- Premio Fregene (1982) - inchieste

## Vita privata
È stato sposato con Alessandra Gori, da cui ha avuto una figlia, Martina, nel 1990.